# Jackie Day
Jackie Day, geboren als Jacquelene Mary Baldain (Eudora (Arkansas), 8 februari 1938 - Los Angeles, 4 januari 2007) was een Amerikaanse soulzangeres en -liedjesschrijver. 
Zij groeide op in Shreveport (Louisiana). Rond 1950 verhuisde haar moeder met Jackie en haar vier andere kinderen naar San Francisco. In 1954, als zeventienjarige, werd ze reeds ongehuwde moeder van een zoon, Richard. In 1959 ontmoette ze saxofonist Big Jay McNeely, met wie ze op 4 april 1960 trouwde. Ze traden samen op en in 1962 nam ze twee nummers op voor Music City Records in Berkeley, die echter niet werden uitgebracht. In 1963 kreeg ze een dochter, Jacquelene (JayJay). Ze werkte onder meer als veiligheidsagente op de luchthaven van Los Angeles en in het Los Angeles County Museum of Art, later ook bij de politie van Los Angeles.
In 1965 kwam ze onder de hoede van saxofonist en arrangeur Maxwell Davis, die onder meer bij Fletcher Henderson had gespeeld en die ook A&R-man was voor Aladdin Records en later voor Modern Records. In de studio's van Modern Records nam ze de single "I Want Your Love/Naughty Boy" op, die uitkwam op het obscure kortstondige label Phelectron Records in 1965 en die nauwelijks op de radio gespeeld werd. Maar Jackie en Maxwell Davis vormden een partnerschap en schreven songs voor de nieuwe "1000"-reeks met soulmuziek van Modern Records, en Jackie bracht daarop drie singles uit in 1966 en 1967. "Before It's Too Late/Without A Love" verkocht redelijk goed in 1966, maar de opvolgers "Oh, What Heartaches/If I'd Lose You" en "Long As I Got My Baby/What Kind Of Man Are You?" deden het minder goed. Jackie stapte dan over naar Specialty Records. Voor haar opnamesessie schreef ze een protestsong, "Free at Last" (geïnspireerd op de toespraak van Martin Luther King in 1963). Samen met "What's The Cost?" was die in 1968 de eerste single op Specialty na een hiaat van vier jaar; de andere songs van de sessie werden niet uitgebracht.
Na de dood van haar moeder in 1968 ging ze meer aandacht besteden aan haar gezin en haar dagjob; ze bleef wel nummers schrijven met Maxwell Davis en in 1970 nam ze een sessie op voor Paula Records. De samenwerking eindigde echter abrupt door de dood van Maxwell Davis op 18 september 1970. De enige single op Paula Records, "Guilty/I Can't Wait", kwam rond de jaarwisseling 1970/71 uit en betekende tevens het einde van haar platencarrière.
Later scheidde ze van Big Jay en veranderde haar familienaam van McNeely in Edwards. In 2006 kwam ze in een coma terecht en ze overleed op 4 januari 2007.
Al haar opnamen voor Phelectron, Modern, Specialty en Paula Records zijn in 2011 uitgebracht op de cd Dig it the most: the complete Jackie Day (Kent CDKEND 359).